# Eois hermosaria
Eois hermosaria är en fjärilsart som beskrevs av William Schaus 1901. Eois hermosaria ingår i släktet Eois och familjen mätare. Inga underarter finns listade i Catalogue of Life.